# 量化价值投资
量化价值投资又称量化投資，是一种根據财务报表细项、经济数据、非结构化数据等基本数据來系统分析的价值投资方式。从业者在量化价值投资時會涉足统计/经验金融或数学金融、行为金融、自然语言处理和机器学习等領域。